# La Belle Dame sans Merci (картина)
«La Belle Dame sans Merci» (с фр. — «Безжалостная красавица») — картина английского художника-прерафаэлита Джона Уильяма Уотерхауса, посвящённая героине одноимённой баллады Джона Китса. Она иллюстрирует следующие строки:
И, вздыхая, меня увлекала
в свой приют между сказочных скал,
и там её скорбные очи
поцелуями я закрывал.